# Prosper Cornesse
Pour les articles homonymes, voir Cornesse (homonymie).
Prosper Cornesse, de son nom complet Prosper Marie Henri Laurent Cornesse, né le 10 août 1829 à Stavelot (province de Liège) et mort le 18 juin 1889 dans le château de Messancy (Province du Luxembourg), est un avocat et homme politique belge, ayant notamment exercé la fonction de ministre de la Justice au sein du gouvernement d'Anethan (18 juin 1870 - 1er décembre 1871). Il est considéré comme l'un des plus influents membres du parti catholique du XIXe siècle.

## Liens familiaux
Il est le fils de Guillaume Nicolas François Cornesse, qui fut receveur municipal avant de devenir avocat, et de Marie Anne Thérèse Santkin. Lui et son frère aîné, mort à Liège en juin 1871, suivent les traces de leur père et deviennent également tous deux avocats. Prosper Cornesse se marie à Jeanne Josephe Charlotte Waleffe, qui décède un an avant lui, le 2 juin 1888, dans la demeure familiale, le château de Messancy. Ils eurent ensemble une fille, nommée Fanny Marie Joséphine De Mathelin Cornesse.

## Études
Il fait ses études secondaires chez les Jésuites, au collège Saint-Servais de Liège. À leurs termes, il s'inscrit à l'Université de Liège et, plus tard, entre au barreau liégeois à la suite de la réussite, avec distinction, de son cursus universitaire. Il devient docteur en droit en 1854. Entre 1854 et 1889, il exerce le métier d'avocat à Liège et se forge vite une grande réputation à la Cour d'Appel de Liège ainsi qu'à la Cour d’Assises.
Lorsqu'en 1888 son ancien établissement, le collège Saint-Servais de Liège, fête le cinquantième anniversaire de sa fondation, il est nommé président du comité des fêtes jubilaires. Ce comité, initialement créé de manière provisoire, est le résultat d'un désir accentué par la rencontre de nombreux anciens élèves venus des quatre coins de la Belgique, ainsi que du monde entier, lors des Congrès des Œuvres sociales tenus au Collège même en 1886 et 1887, au mois de septembre. Ce comité permet aux anciens élèves d’offrir leurs services et leur entier dévouement au recteur du collège. Il finit par devenir permanent.

## Carrière politique
Sa carrière politique démarre en 1864 au Conseil provincial de Liège. Il y  siège jusqu'en 1868. Lors d’un débat en 1868 concernant la loi sur les sociétés anonymes, il dépose un nouveau projet de loi qui est voté et adopté à l'unanimité, et à la Chambre, et au Sénat. Celui-ci a pour finalité de modifier de manière radicale le sens libéral du régime légal de ces sociétés. Tant que le capital social d'une société anonyme est souscrit et que le nombre de ses associés dépasse le chiffre sept, elle peut être créée librement.

### Formation du gouvernement d'Anethan
Après des années de gouvernance aux mains des libéraux, ce sont finalement les catholiques, dans un contexte de crise économique, qui l'emportent lors des élections de juin 1870, grâce, notamment, à leur campagne, aux côtés des "progressistes", en faveur d'une extension du droit de suffrage, et en s'opposant aux « folies militaristes » gouvernementales (les libéraux se retrouvent à ne plus occuper que 61 sièges à la Chambre contre 63 que conquièrent 59 catholiques et 4 dissidents anti-ministériels). Prosper Cornesse est l'un de ces catholiques, et il devient donc, grâce aux électeurs de Verviers, député à la Chambre des représentants en juin 1870. Il avait fait campagne en mettant notamment en avant son antimilitarisme et sa volonté de voir réduit le budget alloué à l'armée.
À la suite de cette défaite, le gouvernement Frère-Orban se retire, et le roi Léopold II fait appel aux catholiques pour venir prendre la tête de l'exécutif. Ainsi, Jules d'Anethan, convié par le Roi pour ce faire, forme, en date du 18 juin 1870, le ministère d'Anethan, qui prend fin le 1er décembre 1871. La création de ce gouvernement est, entre autres, sollicitée par le Roi Léopold II dans le but d'appuyer ses mesures militaires. Prosper Cornesse en est nommé ministre de la Justice. Tout juste élu, il passe du statut de député à celui de ministre sans avoir préalablement siégé à la Chambre. 
Dès les premiers entretiens post-électoraux qu'a le roi avec le chef en devenir du gouvernement, Jules d'Anethan, il se montre intransigeant et déclare, notamment, qu'il n'y aurait pas d'examen public de la possibilité de réduire le budget de la guerre si d'Anethan était amené à former le ministère. D'Anethan accepta, mais non sans peine. C'était cependant la condition sine qua non à la bonne volonté du Roi Léopold II qui, en échange, procéda à la dissolution du Parlement, étape préalable à la mise en place des nouvelles élections requises par le prescrit constitutionnel belge avant l'avènement d'un nouveau gouvernement. Mais cette attitude conciliante ne plait pas à Prosper Cornesse qui, à la veille de se voir nommé Ministre de la Justice, déplore, dans une lettre adressée à Victor Jacobs, ce qu'il nomme « l'abdication de la droite vis-a-vis de la royauté »,.
L'existence de ce gouvernement s'inscrit en plein contexte de guerre franco-allemande, qui éclate quelques semaines seulement après son entrée en fonction. Le conflit, qui ne prend fin qu'en janvier 1871, est, malgré la neutralité de la Belgique, à l'origine de fortes tensions entre le gouvernement, dont certains membres étaient de fervents anti-militaristes, Prosper Cornesse et Victor Jacobs en tête, et Léopold II, qui avait fait de l'essor des forces armées du pays un impératif politique. La Belgique risquait en effet au moindre incident de frontière d'être entraînée dans cette guerre qui oppose les deux grandes puissances limitrophes du pays que sont la France et la Prusse. Prosper Cornesse et la plupart des membres du ministère s'emploient donc dès le début des hostilités à défendre, autant que faire se peut, la neutralité du pays. L'armée se voit par exemple donner pour instruction de désarmer tout corps étranger pénétrant sur le territoire belge.  
Malgré l'antimilitarisme que défendait Prosper Cornesse (et pour lequel il avait en grande partie été élu), il se voit, une fois engagé dans la nouvelle campagne électorale du mois de juillet 1870, et à la suite de la déclaration de guerre de la France à la Prusse, obligé de tenir compte des événements, et s'adresse à ses électeurs en ces termes : "J'ai mis comme condition de mon entrée dans le cabinet l'examen à nouveau de notre état militaire et de toutes les réductions dont il peut être susceptible. Depuis, les évènements ont marché. Aujourd'hui que le canon va gronder sur nos frontières, il ne peut être question pour la Belgique de songer à affaiblir les moyens de protéger efficacement sa neutralité et de défendre son indépendance. Le patriotisme belge jetterait l'anathème à celui qui oserait mettre en avant l'idée de porter la main sur notre établissement militaire".  On lui reprochera plus tard, lors d'une session parlementaire, de ne pas respecter ses engagements concernant la réduction budgétaire des charges militaires, ce à quoi il répondra que c'est à la guerre qu'il faut imputer ce changement de discours.  
La droite sort largement gagnante des élections du 2 août et à la Chambre, et au Sénat. 
La guerre devient, par la force des choses, la principale préoccupation du ministère d'Anethan, ce qui l'empêche de faire œuvre considérable en matière de législation. 
Durant son mandat de ministre, Prosper Cornesse prend tout de même part à la réforme électorale du 12 juin 1871 concernant la baisse du cens des élections provinciales et communales, fait voter la loi sur l'abolition de la contrainte par corps en matière commerciale, et est chargé de l'exécution d'arrêtés royaux concernant les prisons et la classification des détenus, auxquels il adjoint de nombreuses circulaires ministérielles. 

### Loi du 12 juin 1871 sur la réforme électorale
La réforme électorale du 12 juin 1871 a pour objet essentiel d'abaisser et de fixer uniformément à 20 francs le cens provincial, et à 10 francs le cens communal. Le nombre d'électeurs communaux est alors porté de 230.000 à 355.000 ; celui des électeurs provinciaux de 111 461 à 225 000 environ. Elle édicte également une non prise en compte de la capacité des électeurs. De plus, elle abaisse pour toutes les élections l'âge de l'électorat de vingt-cinq à vingt-et-un ans. Cette loi fait donc office de véritable élargissement du droit de suffrage. Pour le parti catholique, le vote de cette loi a, mais n'a  finalement que, comme résultat de faire passer dans leurs mains l'administration de la plupart des petites villes et, surtout dans la partie flamande du pays, celle de presque toutes les communes rurales.

### Loi du 27 juillet 1871 sur la contrainte par corps
Cette loi supprime la contrainte par corps en matière de commerce, ainsi qu'en atteste son article 1er. En son article 2, il y est cependant précisé qu'elle est maintenue en matière criminelle, correctionnelle et de police, pour l'exécution des condamnations aux restitutions, aux dommages et intérêts, et aux frais. Elle se voit par contre supprimée en toute matière pour les étrangers, les femmes, les mineurs et les personnes civilement responsables. Elle ne peut plus avoir lieu que lorsque la somme liée au contentieux excède 300 francs et ne peut également plus excéder une durée d'un an. L'article 46 du Code pénal permettait jusqu'alors de faire exécuter une condamnation en restitution, en dommages-intérêts et en frais par voie de contrainte par corps, et ce quel que soit le montant des condamnations prononcées. Supprimant la contrainte par corps en la plupart des cas, cette loi marque une véritable avancée vers sa suppression totale et radicale,. L'ensemble du projet de loi est voté à la Chambre par 53 voix contre 19 et 10 abstentions, et est adopté au Sénat par 25 voix contre 2 et 11 abstentions.

### Politique carcérale
Dans son Rapport au Roi à l'appui de l'Arrêté Royal du 27 avril 1871, qui créé à la prison de Namur une succursale de la prison de Saint-Hubert, Prosper Cornesse justifie cette mesure par la nécessité de réduire la population des détenus mineurs de Saint-Hubert, toujours excédentaire, et de faire respecter le principe de séparation entre condamnés et acquittés : les premiers doivent être transférés à Namur et internés dans les cellules rendues disponibles par le départ des femmes de la prison, tandis que Saint-Hubert devrait être réservé aux seuls acquittés. S'inscrivant dans la politique carcérale menée par son prédécesseur, Prosper Cornesse continue, au travers de ses circulaires ministérielles, à bien opérer la distinction entre les « condamnés » qu'il faut punir, et les « acquittés » qu'il faut « réformer ».
La circulaire ministérielle du 16 mai 1871 opère, quant à elle, un nouveau classement des femmes condamnées à des peines correctionnelles ou criminelles et des jeunes délinquants, afin de mieux les répartir dans les prisons du pays et de personnaliser le plus possible leur traitement.

### L'affaire Victor Hugo
Le 26 mai 1871, alors qu'il réside en Belgique et qu'éclate la Commune de Paris, Victor Hugo fait parvenir au journal l'Indépendance belge une lettre, publiée deux jours plus tard, dans laquelle il prend la défense des révolutionnaires de Paris et condamne les répressions subies par les insurgés. À la suite de cette parution, des manifestations hostiles ont lieu devant la demeure de l'écrivain à Bruxelles. Prosper Cornesse, en tant que ministre de la Justice, décide de faire expulser Victor Hugo hors de Belgique. Il s'adresse alors au Roi en ces termes : 
« Sire,
Dans une lettre que publie l'Indépendance belge le 28 de ce mois, Monsieur Victor Hugo cherche à justifier les crimes horribles commis par les révolutionnaires de Paris et à en rejeter la responsabilité sur l'autorité régulière. Il invite les membres de la Commune à se rendre en Belgique, à les recevoir chez lui et il jette un défi audacieux aux lois et au gouvernement de notre pays. Enfin, il fait un appel à nos concitoyens contre le gouvernement.
La conduite de M. Victor Hugo est de nature à compromettre la tranquillité publique, et, d'accord avec le Conseil des Ministres, j'ai l'honneur de soumettre à la sanction de Votre Majesté un projet d'arrêté par lequel il est enjoint à cet étranger, aux termes de l'article 1er de la loi du 7 juillet 1869, de quitter immédiatement le royaume ». 
Devant la Chambre des Représentants, Prosper Cornesse soutient que Victor Hugo a insulté le gouvernement et que sa présence sur le territoire belge représente un danger pour la sécurité publique. Il y dépose un projet de loi portant prorogation de la loi sur les étrangers et, au terme d'un débat, le projet est adopté par 62 voix contre 19 et une abstention.
Ainsi, après avoir refusé de partir volontairement de Belgique à la suite de l'injonction du gouvernement belge, Victor Hugo se voit contraint, par un arrêté royal d'expulsion, de quitter le pays le 1er juin 1871.

### Démission du gouvernement
En 1871, le gouvernement d'Anethan décide de nommer Pierre de Decker au poste de gouverneur de la province du Limbourg. Homme politique belge de tendance catholique, il fut ministre de l'Intérieur dans les années 1850 et Premier Ministre du dernier gouvernement unioniste. Il quitte cependant la politique en 1866, démarre une nouvelle carrière dans le monde des affaires et se retrouve vite impliqué dans le scandale des affaires Langrand-Dumonceau, ce qui entachera très grandement sa réputation. Ainsi, l'annonce de sa nomination provoqua, au sein de la population, de grandes protestations. Et bien vite les protestations prirent de l'ampleur et devinrent des émeutes. À Bruxelles, et dans d'autres grandes villes, les gens se mirent à manifester bruyamment, allant faire connaitre l'objet de leur colère jusque devant le balcon du palais royal. Face à cette insurrection populaire, ainsi qu'aux tensions croissantes liées à leurs différents points de vue en matière militaire, le Roi décide, le 1er décembre 1871, de faire démissionner d'Anethan et ses ministres, sous prétexte qu'ils sont « hors d'état de maintenir l'ordre », ne prenant pas les mesures nécessaires pour réprimer l'émeute face aux carences de l'autorité communale et de la garde civique (qui eurent tendance à laisser faire la foule),. 

### Carrière post-gouvernementale
En 1874, il échoue aux élections de Verviers et est donc absent de la Chambre pendant 4 ans. C'est en étant élu à une très forte majorité, contre un candidat limbourgeois et flamand, qu'il revient pour succéder à l'ancien député de l'arrondissement de Maaseik, Charles Vilain XIIII, en 1878. Il y reste jusqu'à sa mort, le 18 juin 1889. Il prend part très vigoureusement, en sa qualité de député, à toutes les discussions importantes se déroulant à la Chambre des Représentants. 
Entre 1879 et 1880, il est bâtonnier de l'Ordre des Avocats à la Cour d'Appel de Liège. 
Il est décrit comme un wallon n'ayant jamais appris le néerlandais.
En juillet 1889, Joris Helleputte succède à Prosper Cornesse en tant que député de Maaseik, sa candidature étant appuyée par le conseiller provincial et bourgmestre Jacques Bijvoet de Hechtel.